# Nunca nos fuimos
Nunca Nos Fuimos es el segundo álbum de estudio de la banda de punk rock argentina Flema, primeramente fue lanzado por la banda como demo en 1994 pero en 1996 fue reeditado por Sick Boy Records como álbum oficial agregándole cinco canciones extras "Corriendo Con Satan", "Las Chicas de Gerli", "Fernando Anda en Skate", "Que Linda Nena" y "Mas Feliz Que La Mierda".

## Listado de temas
| Nunca nos fuimos |                                         |          |  |
| N.º              | Título                                  | Duración |  |
| 1.               | «Si Yo Soy Así»                         | 2:18     |  |
| 2.               | «La Sal Del Mar»                        | 1:49     |  |
| 3.               | «Nunca Nos Fuimos»                      | 3:10     |  |
| 4.               | «Degeneración»                          | 1:54     |  |
| 5.               | «Recordándote»                          | 1:11     |  |
| 6.               | «Maten A Su Suegra»                     | 1:58     |  |
| 7.               | «Grande Angie!!!»                       | 1:16     |  |
| 8.               | «Corriendo Con Satan [Bonus Track]»     | 1:47     |  |
| 9.               | «Las Chicas De Gerli [Bonus Track]»     | 3:14     |  |
| 10.              | «F.A.E.S. [Bonus Track]»                | 1:47     |  |
| 11.              | «Que Linda Nena [Bonus Track]»          | 1:50     |  |
| 12.              | «Más Feliz Que La Mierda [Bonus Track]» | 1:57     |  |
| 24:11            |                                         |          |  |

## Integrantes
- Ricky Espinoza - Voz
- Fernando Rossi - Bajo
- Santiago Rossi - guitarra
- Gonzalo Díaz Colodrero - Guitarra (1993)
- Alejandro Alsina - Batería (1993)
- Pepe Carballo - Batería (1994)
- Luis Gribaldo - Guitarra (1994)